# Grand Jacamar
Jacamerops aureus
Genre
Espèce
Répartition géographique
Statut de conservation UICN

 LC  : Préoccupation mineure
Le Grand Jacamar (Jacamerops aureus) est une espèce d'oiseau de la famille des Galbulidae, la seule du genre Jacamerops.

## Étymologie
Lesson a formé le nom de ce genre en contractant les noms du jacamar et du guêpier (Merops).

## Habitat et répartition
Son aire s'étend du niveau de la mer jusqu'à 1000 m, du Costa Rica au sud-est du Pérou à l'État de Maranhão.

## Liste des sous-espèces
- Jacamerops aureus penardi Bangs & Barbour, 1922 — littoral est de l'Amérique centrale et Tumbes-Chocó-Magdalena
- Jacamerops aureus aureus (Statius Müller, 1776) — plateau des Guyanes
- Jacamerops aureus ridgwayi Todd, 1943 — est de l'Amazonie
- Jacamerops aureus isidori Deville, 1849 — ouest de l'Amazonie